# 高周元
高周元（韓語：고주원，1981年10月16日—），韓國男演員。2003年参演电视剧《命運的搏擊》，正式出道。2005年凭借电视剧《復活》获得2005年KBS演技大赏男新人奖。2006年凭借《傳聞中的七公主》获得2006年KBS演技大赏优秀演技奖。 
2007年，入伍服役。2010年，高周元退伍；同年参演电视剧《妇产科》。2013年参演电视剧《最佳李純信》。

## 個人生活
他因頸椎疾患在體檢時獲得4級判定，被分配到公益勤務班，即使在行程緊張的拍戲期間他也因為劇痛而一直接受治療。2007年入伍服役，進入論山陸軍訓練所接受為期4周的新兵基礎選練，其後將作為公益勤務兵服役，2010年退伍。

## 演出作品

### 電視劇
- 2003年：SBS《命運的搏擊》飾演 尹彪
- 2004年：KBS飾演 殼斗
- 2004年：SBS《土地》飾演 宋英光
- 2005年：KBS《復活》飾演 鄭鎮宇
- 2005年：KBS《奇男怪女》飾演 張石賢
- 2006年：KBS《傳聞中的七公主》飾演 劉一漢
- 2007年：SBS《王和我》飾演 朝鮮成宗
- 2008年：MBC《我的女人》飾演 金玄民
- 2010年：SBS《愛情的代價》飾演 李尚植
- 2010年：MBC《金首露》飾演 伊珍阿豉王
- 2013年：KBS《最佳李純信》飾演 朴燦宇
- 2014年：TV朝鮮《有一隻青鳥》飾演 吳醫師
- 2014年：MBC《湔雪的魔女》飾演 麻道賢
- 2014年：SBS《奔跑吧薔薇》飾演 黃太子
- 2016年：JTBC《安托萬夫人》飾演 高慧琳前夫（特別演出）
- 2019年：MBC《悲傷時愛你》飾演 河成浩（特別演出）
- 2019年：SBS《獬豸》飾演 李麟佐
- 2023年：KBS《孝心的家各自為生》飾演 姜泰民

### 電影
- 2005年：《無等山》

## 綜藝
- 2016年4月27日－6月22日：tvN《Let's Go 時間遠征隊第三季（朝鲜语：렛츠고 시간탐험대）》

## 獎項紀錄
- 2006年：KBS演技大賞－優秀演技獎《家有七公主》
- 2005年：KBS演技大賞－新人獎《復活》

## 外部連結
- 高周元的Instagram帳戶
- 韓劇資料館 （页面存档备份，存于） （中文）
- EPG[永久] 